# Effurun
Effurun és una ciutat que és capital de la LGA d'Uvwie, a l'Estat del Delta, al sud de Nigèria. Effurun està situada a urhobolàndia i està molt densament poblada. La ciutat està a l'àrea metropolitana de Warri.
A Effurun hi ha l'única universitat nigeriana dedicada als estudis sobre el petroli, la Federal University of Petroleum Resource. Aquesta universitat té les facultats de ciència i de tecnologia. La primera té els departaments de química i química industrial, de ciències del medi ambient, de geologia i geofísica, de matemàtiques i ciència computacional i de física; el departament de tecnologia té els departaments d'enginyeria química, d'enginyeria elèctrica i electrònica, d'enginyeria naval, d'enginyeria mecànica i d'enginyeria del petroli. A més a més, també hi ha el Petroleum Training Institute, Effurum.
La LGA d'Uvwie (95,895 km²), el 2006, tenia 188.728 habitants.
Effurun està servit per l'aeroport de Warri i hi ha l'hotel Wellington.